# FAKIN' POP
『FAKIN' POP』（フェイキン・ポップ）は、平井堅の7枚目のオリジナル・アルバム。2008年3月12日にDefSTAR RECORDSから発売された。

## 解説
2005年リリースのベスト・アルバム『Ken Hirai 10th Anniversary Complete Single Collection '95-'05 歌バカ』より2年3ヶ月振り、新作としては2004年リリースの『SENTIMENTALovers』から約3年3ヶ月振りのオリジナル・アルバムとして発表された。
先行シングル『キャンバス/君はス・テ・キ♡』発売に際したインタビューではいち早くアルバムについて触れ、「今までで一番、パーソナルな部分が出ていて、物凄く濃いアルバム」とコメント。また、インターネットテレビ「GyaO」内のインタビューでは、「特にこれといってコンセプトはなく、いい曲ばかりを入れようと思った。13曲全てをきちんと聞いてほしい」と満足げに答えていた。
平井が桃色と黄緑色のフィルムを手に持ち「POP」「FAKE」を表現した二面性を持つアシンメトリーな表情が特徴である。
この色彩コントラストは、同年5月2日・日本武道館を皮切りにスタートしたコンサート・ツアー「Ken Hirai Live Tour 2008 "FAKIN' POP"」におけるツアー・グッズ等にも多く使用された。
ジャケットのデザインはタイクーングラフィックスが担当している。

## 収録曲
全曲作詞・作曲（特記以外）：平井堅
1. POP STAR (4:40)
  - 編曲：亀田誠治
  - 23rdシングル
  - フジテレビ系ドラマ『危険なアネキ』主題歌
2. 君はス・テ・キ♡ (3:24)
  - 編曲：AKIRA
  - 28thシングルの2曲目
  - 平井堅出演 新リプトン・リモーネ CMソング
3. 君の好きなとこ (5:25)
  - 編曲：亀田誠治
  - 26thシングル
  - 日本テレビ系ドラマ『演歌の女王』主題歌
4. キャンバス (5:52)
  - 編曲：冨田恵一
  - 28thシングルの1曲目
  - フジテレビ系ドラマ『ハチミツとクローバー』主題歌
5. Pain (4:23)
  - 作曲：平井堅・鈴木大　編曲：亀田誠治
6. fake star (3:41)
  - 編曲：URU
  - 27thシングル
  - 明治製菓「Fran」CMソング
7. UPSET (3:08)
  - 作曲・編曲：田中直
  - 平井堅出演 NTTドコモ FOMA 「L705IX」CMソング
8. 美しい人 (5:05)
  - 編曲：中西康晴
  - 26thシングル「君の好きなとこ」カップリング
  - 資生堂 「ELIXIR SUPERIEUR」 CMソング
9. 哀歌（エレジー） (5:18)
  - 編曲：亀田誠治
  - 25thシングル
  - 東宝映画『愛の流刑地』主題歌
10. Twenty! Twenty! Twenty! (4:48)
  - 作詞・作曲・編曲：KAN
  - J-WAVE開局20周年ソング[1]
  - 以前から常々「好きなアーティスト」と公言し、コンセプト・ライブ「Ken's Bar」で楽曲をカヴァーしたこともあるKANが楽曲提供及びプロデュースを行った。
11. バイマイメロディー (5:12)
  - 編曲：本間昭光
  - 24thシングル
  - au 「LISMO」CMソング
12. いつか離れる日が来ても (6:30)
  - 編曲：武部聡志
  - ソニー・ピクチャーズ エンタテインメント配給映画『あの空をおぼえてる』主題歌
  - 後に29thシングルとしてリカットされた。
13. 写真 (4:47)
  - 編曲：松浦晃久
  - JRA 2008イメージソング
  - 亡くなった父親のことを歌っている楽曲。

## 演奏
- 亀田誠治：Bass (#1.3.5.9)
- 石成正人
  - Guitar (#1.3.5.7.9.12)
  - Rhodes (#3)
- 中西康晴：Piano (#1.3.5.8.9)
- 飯田高広：Synthesizer (#1.3.5.9.11)
- 弦一徹ストリングス：Strings (#1.10.12)
- AKIRA：Additional Voice (#2)
- 河村“カースケ”智康
  - Drums (#3.9.12)
  - Tambourine (#9)
- 金原千恵子ストリングス：Strings (#3.4.5.9)
- 冨田恵一：Instrumental, Treatments (#4)
- 山本拓夫
  - Flute, Alto Flute, Clarinet (#4)
  - Tenor Sax (#10)
- 三沢またろう：Percussion (#4.5.11)
- 沼澤尚：Drums (#5)
- 皆川真人
  - Analog Synthesizer (#5)
  - Piano (#9)
- 江藤良人：Drums (#6)
- 俵山昌之：Wood Bass (#6)
- 金子雄太：Piano & Organ (#6)
- 円山天使：Acoustic Guitar (#6)
- URU：Electric Bass, Programming (#6)
- 竹上良成：Tenor Sax, Baritone Sax (#7)
- 佐藤洋樹：Trombone (#7)
- 100db：Additional Voice (#7)
- 狩野良昭：Guitar (#10)
- KAN：Piano (#10)
- 浦田恵司：Synthesizer (#10)
- Seishi Takubo：Programming (#10)
- 西村浩二：Trumpet (#10)
- 権藤和彦：Alto Sax (#10)
- 村石雅行：Drums (#11)
- 古川昌義：Guitar (#11)
- 朝川朋之：Harp (#11.12)
- NAOTOストリングス：Strings (#11)
- 小林太：Flugel Horn (#11)
- 本間昭光：All Other Instruments (#11)
- 美久月千晴：Bass (#12)
- 武部聡志：Piano (#12)
- 山中雅文：Synthesizer (#12)
- 松浦晃久：Piano (#13)
- 小池弘之ストリングス：Strings (#13)